# Берстеле (село)
Берстеле (латыш. Bērstele) — населённый пункт в Рундальском крае Латвии. Административный центр Виестурской волости. Находится на реке Свитене у региональной автодороги P103 (Добеле — Бауска). По данным на январь 2021 года, в населённом пункте проживало 285 человек.

## История
В советское время населённый пункт входил в состав Виестурского сельсовета Бауского района. В селе располагался животноводческий совхоз «Берстеле».